# Torre de Can Figa
La Torre de Can Figa és una obra del municipi de Roses (Alt Empordà) declarada bé cultural d'interès nacional.

## Descripció
Situada a l'est del nucli urbà de la població de Roses, a la capçalera de la riera de Jònculs, fondalada entre els alts vessants de Pení i de Puig Alt, al peu dels colls de les Forques i de Pení.
Es tracta d'una masia fortificada amb torre que es troba en ruïna avançada. La torre està aïllada de la casa i situada a la banda de migdia. És cilíndrica, amb el basament lleugerament atalussat i força més ample que el parament de pedra seca que fou bastit, posteriorment, a la part superior. Un cop enrunada, la torre s'aprofità per a l'elaboració de vi. S'hi construí el cos circular de pedra seca a la part superior, per poder utilitzar la torre com una gran tina. A l'interior es pot veure el cup o dipòsit, i d'altres elements per a l'elaboració del vi.
La torre original està bastida amb rebles de pissarra i morter de calç. De l'interior es conserva la volta inferior cupular, de pedra morterada i empremtes circulars i concèntriques de l'encanyissat original. S'hi accedeix a través d'una obertura a la planta baixa. Damunt seu hi ha una obertura estreta i rectangular, a manera d'espitllera. A l'aparell s'observa un encaix, segurament en el punt on s'encastava el pont elevat que unia la torre amb la casa. Al parament de pedra seca hi ha una altra porta d'accés, amb llinda monolítica.
La casa està en ruïnes. Era una construcció de planta rectangular, distribuïda en dos pisos, amb la planta baixa destinada a estables i magatzems. No hi ha restes de coberta i els murs es mantenen en molt pocs sectors (a ponent i a nord, en part) a l'alçada original. Tot és envaït per la bardissa. Les obertures eren rectangulars. En el mur d'una estança superior s'hi conserva una fornícula de mig punt. La construcció era de lloses de pissarra i morter.

## Història
La proximitat del litoral explica l'existència de la torre de defensa. Can Figa és una masia com tantes altres de les comarques marítimes que fou fortificada per prevenir el perill de la pirateria, que durant el s. XVI i xvii va augmentar consideradament. Aquest seria un fenomen que explicaria la presència de la majoria de les masies fortificades pròximes. És significativa la seva situació en un indret no visible des del mar.